# Сапета Олександр Сергійович
Олександр Сергійович Сапета (рос. Алекса́ндр Серге́евич Сапе́та, нар. 28 червня 1989, Енгельс, СРСР) — російський футболіст, центральний півзахисник клубу «Волга» з Ульяновська.

## Ігрова кар'єра

### Клубна
Олександр Сапета починав займатися футболом у молодіжних командах клубів «Ротор» та «Сатурн». 26 жовтня 2008 року футболіст дебютував на професійному рівні у складі останнього. 
Провівши в «Сатурні» два повних сезони, в січні 2011 року футболіст підписав контракт на ри з половиною роки з московським «Динамо». У липні 2013 року Сапета відправився в оренду в «Урал». Через рік, коли його контракт з «Динамо» закінчився, футболіст приєднався до «Уралу» як вільний агент. За визнанням вболівальників клубу Сапета називався кращим гравцем команду у листопаді - грудні 2015 року.
Влітку 2016 року Сапета повернувся до «Динамо», допомігши команді виграти турнір ФНЛ у сезоні 2016/17 та повернутися до Прем'єр-ліги. У лютому 2018 року футболіст і клуб розірвали контракт за згодою сторін і вже наступного дня півзахисник підписав новий контракт з «Ростовом». Відігравши в клубі до кінця сезону, футболіст знову розрвав контракт і як вільний агент у вересні 2018 року приєднався до клубу ФНЛ «Нижній Новгород». З яким у 2021 році посів третє місце у ФНЛ та підвищився в класі до РПЛ,
У серпні 2022 року Сапета підписав однорічний контракт з «Волгою» з Ульяновська.

### Збірна
У 2006 році у складі юнацької збірної Росії (U-17) Олександр Сапета виграв юнацьку першість Європи, яку приймав Люксембург.

## Титули
Росія (U-17)
 Чемпіон Європи: 2006
Динамо
- Переможець ФНЛ: 2016/17

Нижній Новгород
- Бронзовий призер ФНЛ: 2020/21

Індивідуальні
- Кращий молодий гравець «Сатурна»: 2009/10